# Anna Cramling
Anna Yolanda Cramling Bellón (Málaga, 2002. április 30. –) spanyol-svéd sakkozónő, Twitch-streamelő, youtuber, a Nemzetközi Sakkszövetség (FIDE) mesteri címének birtokosa (Woman FIDE Master, WFM). Legmagasabb Élő-pontszáma 2175 volt 2018 márciusában. Cramling képviselte Svédországot a 2016-os és a 2022-es sakkolimpián, valamint két európai csapatbajnokságon.
Sakkozócsaládba született. Az anyja Pia Cramling svéd nagymester, az apja Juan Manuel Bellón López spanyol nagymester. Háromévesen kezdett el sakkozni, amikor a család még Spanyolországban élt, majd 11 éves korában Svédországba költöztek, és hamarosan csatlakoztak a svéd sakkszövetséghez. Anna Cramling számos ifjúsági és kadét sakkbajnokságon vett részt 2015 és 2019 között különböző korosztályokban, kontinentális és világversenyeken egyaránt. A svéd nemzeti csapat tagjaként együtt játszott a szüleivel, az apja a svéd csapat kapitánya is volt egyben ilyen alkalmakkor.
2018-ban szerezte meg a FIDE mesteri címét, 15 éves korában, és ebben az évben érte el a legmagasabb minősítését. Ebben az évben sikerült győzelmet aratnia Renier Castellanos Rodriguez spanyol nemzetközi nagymester felett, akinek az Élő-pontszáma ekkor 2498 volt.
Cramling 2020 elején indította streamingcsatornáját, melynek központjában a sakkal kapcsolatos tartalmak állnak. Időnként a szülei is szerepelnek a műsoraiban. Egy évvel később leszerződött a Panda esport szervezettel, amelynek ezzel ő lett az első sakkstreamelője.

## Származása és ifjúkori pályafutása

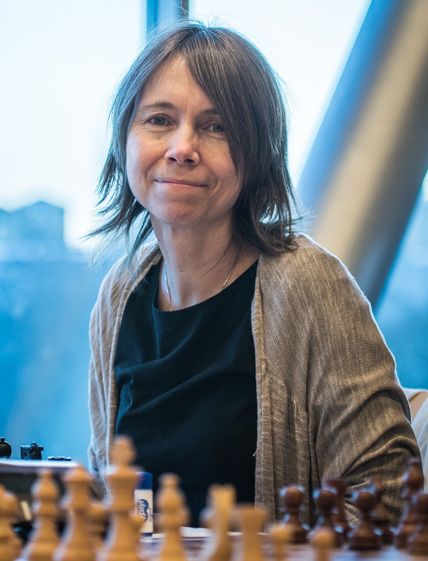
Anyja, Pia Cramling nagymester

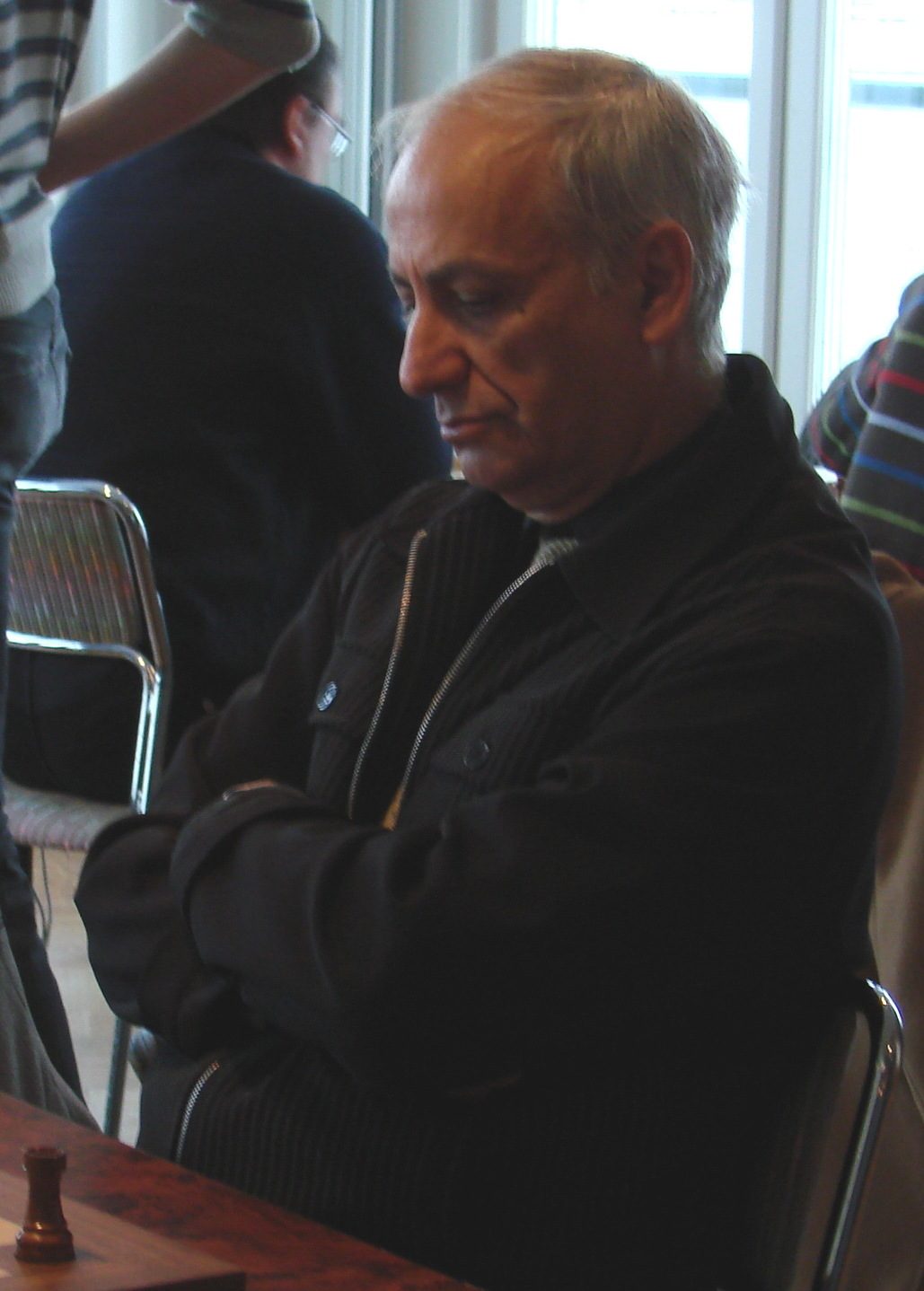
Apja, Juan Bellón nagymester

Cramling 2002. április 30-án született Pia Cramling és Juan Manuel Bellón López gyermekeként Málagában. Az anyja svéd, az apja spanyol állampolgárságú, mindketten a sakknagymesteri címmel rendelkeznek. Az anyja a Nemzetközi Sakkszövetség értékelése szerint 1984-ben az első volt a nők között, és 1992-ben ötödik nőként szerezte meg a nagymesteri címet. Az apja ötszörös spanyol bajnok. Anna Cramling hároméves korában kezdett el sakkozni. Gyermekévei alatt mindkét szülője aktívan versenyzett. Fiatalkorában rendszeresen velük tartott a sakktornákra, mivel az egyetlen felügyelője az anyai nagyapja volt, aki nem tudott rendszeresen vele lenni, mert Svédországban élt. Cramling és a szülei Spanyolországban éltek 11 éves koráig, ekkor költöztek Svédországba. Anna Cramling ekkor sakkszövetséget váltott, spanyol színekben csak pár tornán vett részt. Az apja 2017-ben váltott hasonló módon szövetséget.

## Karrierje
Cramling első Élő-pontszámát 2013-ban, tízéves korában kapta, miután a Gibraltári Sakkfesztivál „Amatőr A” tornája után 1519 pontra értékelték. A négy játszmájából egyet nyert meg, mégpedig az 1772 pontos angol Raymond Kearsley ellen. A következő évben, 2014-ben ő nyerte meg ugyanezt a versenyt a nők között. A győzelmére felfigyelt a média, mivel a szülei rendszeresen részt vettek ezen a tornán, és ilyenkor még kisgyermekként Anna is jelen volt. Ez a teljesítmény hozzásegítette ahhoz, hogy elérje az 1600 pontot.
2015 elején nagyban tudta javítani az értékelését, amikor 12 évesen két hónap alatt négy versenyen 300 pontot javított, és átlépte az 1900-as határt. Ezek között a versenyek között volt az 1800 pontszám alattiaknak szóló Rilton Stockholmban az újév eleje körül, valamint a gibraltári amatőr A és amatőr B versenyek. 2015 végén részt vett a 14 év alatti Világifjúsági Sakkbajnokságon a lányok között, a görögországi Porto Karraszban. A 125 résztvevő közül az 58. helyre volt rangsorolva, és ennél valamivel jobban teljesített, az 54. helyen végzett 6/11-es eredménnyel. Ez azt jelentette, hogy 11 lejátszott mérkőzésen 6 pontot szerzett. A győzelemért itt 1 pontot, a döntetlenért ½ pontot lehetett kapni. A 2000-es Élő-pontszámot 2016 júniusában, 14 éves korában érte el a stockholmi Hasselbacken Nyílt Sakkbajnokságon. A legnagyobb győzelmét a torna során honfitársa, a 2161 pontos Michael Backman ellen érte el.
2016 szeptemberében a 14 éves Cramling képviselte Svédországot a 2016-os sakkolimpián, Bakuban. Ennek során megdöntötte a legfiatalabb svéd női versenyző olimpián elért rekordját, amit korábban az anyja és Siv Bengtsson tartott. A szülei is részt vettek a rendezvényen, és az apja volt a svéd csapat kapitánya. Cramling a 11 fordulóból heten vett részt, és hozzájárult ahhoz, hogy Svédország a 134 induló közül a 23. helyet szerezhesse meg. 2017 elején részt vett a gibraltári mestertornán, amelyen döntetlent tudott elérni az apja ellen. Az év vége felé játszott az ifjúsági sakk-Európa-bajnokságon a 16 év alatti lányok között és az ifjúsági sakkvilágbajnokságon a 20 év alatti nők között. Mindkettőn jó teljesítményt nyújtott, 17, illetve 31 pontot szerezve. Az előbbin 75 résztvevő közül 35., utóbbin 89 közül a 61. lett, ami nagyjából megfelelt a besorolásainak (31., illetve 66.).
A Nemzetközi Sakkszövetség mesteri címét 2018-ban szerezte meg. 2018 elején négy tornán nyújtott jó teljesítményének köszönhetően újabb 200 pontot szerzett, amivel elérte karrierjének legmagasabb pontszámát 2175-tel. A gibraltári Challenger B versenyen kiegyenlített eredményt ért el olyan ellenfelek ellen, akik átlagos pontszáma 2151 volt, ezt követően pedig egy 4/4-es eredményt ért el az Elite Hotels Openen Svédországban, melynek során két 2200 körüli Élő-pontszámmal bíró ellenfelet győzött le. Az Open Internacional Villa de Benasque versenyen Spanyolországban 2018 júliusában vereséget mért Renier Castellanos Rodriguezre, a 2498 pontos spanyol nemzetközi mesterre. Az év vége felé részt vett a 20 év alatti juniorok világbajnokságán és a 16 év alattiak ifjúsági világbajnokságán. Az előbbiben az 57-ikként való besorolásához közeli 54. helyet szerezte meg a 98 induló közül. Ezzel szemben az elvárásokhoz képest alulteljesített az ifjúsági versenyen, ahol a 90 versenyző közül a 30-ikként rangsorolva az 59. helyet szerezte meg, ezzel pedig az Élő-pontszáma 2000 alá csökkent.
A 2018 végén elszenvedett pontveszteség nagy részét 2019-ben vissza tudta szerezni, pontszáma az év során októberben volt a legmagasabb, 2164-gyel. A legsikeresebb tornája ebben az évben az ifjúsági Európa-bajnokság volt. A 18 éven alatti nők között 33-ikként besorolva a 13. helyet szerezte meg 51⁄2/9-es eredménnyel, ami 103 ponttal növelte meg az Élő-pontszámait. A legnagyobb sikere a tornán az azeri Gövhər Bəydullayeva mester (2307 pont) legyőzése volt.

### A 2020-as évek
2020-tól kevesebb versenyen vesz részt, mint azelőtt. Ennek oka részben az, hogy streamerkedésbe kezdett, részben pedig a Covid19-pandémia miatt, ami korlátozta a személyes jelenlétet kívánó versenyek számát. 2022 szeptemberében édesanyjával, Piával együtt képviselte Svédországot a 44. sakkolimpián az indiai Csennaiban, a harmadik táblán játszott. A 11 fordulóból 10-ben szerepelt, három meccset megnyert és négyen döntetlenezett.

### Csapatversenyek
Cramling egy sakkolimpián és két Európa-bajnokságon játszott a svéd csapat színeiben a nők között. Ezen tornák mindegyikén egy csapatban játszott anyjával, Pia Cramlinggal, apja pedig, Juan Bellón López a csapat kapitánya volt. A 2016-os sakkolimpián, Bakuban a fő táblán szereplő anyja mögött tartalék volt, Inna Agrest, Jessica Bengtsson és Angelina Fransson követte őt. Cramlingék és az egész csapat is jól teljesített. A 11 mérkőzésből 7 győzelmet arattak és 4 vereséget könyvelhettek el, amivel 14 pontot szereztek, ezzel pedig a 134 csapat közül a 23. helyet szerezték meg, ami sokkal jobb helyezés volt, mint amire a 43-ikként való besorolásuk alapján számítani lehetett. Cramling 3/7-es eredményével 17 Élő-pontszámmal növelte értékelését. A 2018-as sakkolimpián való részvételről lemondott, mivel anyja nem volt a Batumiba utazó csapat tagja. Pia azután mondott le a részvételről, hogy a Svéd Sakkszövetség elnöke, Anders Wengholm nem Bellón Lópezt nevezte ki a női csapat kapitányává.
Anna Cramling részt vett a csapat Európa-bajnokságon 2019-ben és 2021-ben. 2019-ben a harmadik táblán játszott anyja és Ellinor Frisk mögött, 2021-ben megint tartalék volt. Egyénileg 2021-ben jobban teljesített 3/5-ös eredménnyel, ami 22-vel növelte Élő-pontszámai számát. 2022-ben, a 44. sakkolimpián a harmadik táblán játszott 5/10-es (+3-3=4) eredménnyel, és 2099 pontos teljesítményt ért el. Három győzelmet ért el Cyrel Terubea (1450), Danielle Bedrosian (1662) és Hng Mei-Xian Eunice (1823) ellen, 4 döntetlent ért el Lina Nassr (2011) mester, Masha Klinova (2251) nagymester, Rosa Ratsma (2226) mester és Sahithi Varsini (2312) mester ellen, a három vereségét pedig Marta Garcia Martin (2305), Vajda Szidónia (2313) mesterektől és Karolina Pilsova (2230) nagymestertől szenvedte el.

## Játékstílusa
Cramling a világos bábukkal játszva előszeretettel használja az 1. d4 („a királynő gyalogja”) megnyitást. Azt mondta magáról, hogy anyja nyitólépéseit kombinálja apja agresszív játékstílusával: „Úgy gondolom, elég agresszíven játszom, főleg online. Ez így sokkal izgalmasabb! Azt hiszem, ezt apámtól örököltem, aki kifejezetten agresszív és taktikus sakkjátékos. Ilyen értelemben nagyon hasonlóan játszom hozzá, a kezdést illetően viszont sokszor anyámhoz hasonlóan játszom, mivel sokat tanított nekem erről. Ezért azt mondhatnám, apám stílusában játszom az anyám játékmegnyitásait!”

## Streamerkarrierje
2020 elején nyitotta meg Twitch-csatornáját, miután lehetősége nyílt anyjával együtt a 2020-as női sakkvilágbajnokság Csü Ven-csün és Alekszandra Jurjevna Gorjacskina közötti mérkőzését közvetíteni. Időnként anyja csatlakozik hozzá a Twitch-en sakkpartik lejátszásához, vagy tanácsokat ad neki, ritkábban az apja is vendégszerepel nála. Egyévi Twitch-en való streamelés után leszerződött a Panda esport csapathoz, amivel az első női sakkstreamerük lett, egyben az első svéd sakkozó, aki hasonló e-sport-szervezettel szerződött.

## Díjai és jelölései
| Év   | Díjverseny          | Kategória             | Eredmény | Ref.   |
| ---- | ------------------- | --------------------- | -------- | ------ |
| 2023 | The Streamer Awards | Legjobb sakk-streamer | Jelölve  | [ 43 ] |
| 2024 | The Streamer Awards | Legjobb sakk-streamer | Jelölve  | [ 44 ] |

## Fordítás
- Ez a szócikk részben vagy egészben  az   Anna Cramling című angol Wikipédia-szócikk ezen változatának fordításán alapul.  Az eredeti cikk szerkesztőit annak laptörténete sorolja fel. Ez a jelzés csupán a megfogalmazás eredetét és a szerzői jogokat jelzi, nem szolgál a cikkben szereplő információk forrásmegjelöléseként.